# Saint Thomas (Ilhas Virgens Americanas)
Saint Thomas, ou São Tomás (em neerlandês:  Sint-Thomas; em dinamarquês:  Sankt Thomas), é ilha no mar do Caribe (mar das Caraíbas, em português europeu), município e distrito componente das Ilhas Virgens Americanas, território não incorporado dos Estados Unidos. É na ilha que está sediada a capital territorial e o porto de Charlotte Amalie. De acordo com dados do censo de 2001, a população era de aproximadamente 51 181 habitantes, 47% do total de todo o território. O distrito tem área de 80,9 km².
As Ilhas Virgens Americanas são procuradas como destino turístico no Caribe. O qualificativo "Americanas" justifica-se por também existirem as Ilhas Virgens Britânicas, igualmente na região caribenha.